# Sympycnus insolens
Sympycnus insolens är en tvåvingeart som beskrevs av Van Duzee 1930. Sympycnus insolens ingår i släktet Sympycnus och familjen styltflugor. Inga underarter finns listade i Catalogue of Life.